# Bílý Kámen
Bílý Kámen é uma comuna checa localizada na região de Vysočina, distrito de Jihlava.